# جام قهرمانان آسیای مرکزی
جام قهرمانان آسیای مرکزی ۱۹۸۵ (که به دلایل حمایت مالی با نام جام کوکا کولا ۱۹۸۵ نیز شناخته می‌شود) یک رقابت بین‌المللی فوتبال بود که به عنوان مرحله انتخابی جام باشگاه‌های آسیا ۸۶–۱۹۸۵ برگزار شد.
این مسابقات بین تیم‌های قهرمان باشگاه‌های داخلی وابسته به فدراسیون‌های عضو کشورهای آسیای مرکزی و جنوبی کنفدراسیون فوتبال آسیا برگزار شد. این مسابقات در کلمبو برگزار شد. بنگال شرقی قهرمان این مسابقات شد و به جام باشگاه‌های آسیا راه یافت.

## فرمت
این مسابقات به عنوان بخشی از مسابقات منطقه‌ای مختلف آسیا که در مکان‌های متمرکز برگزار می‌شد، تشکیل شد و برندگان این مسابقات منطقه‌ای به مسابقات اصلی که در جده، عربستان سعودی برگزار می‌شد، راه یافتند. قهرمانان کشورهای آسیای مرکزی و جنوبی برای رویارویی با یکدیگر متشکل از تیم‌های هند، سری‌لانکا، بنگلادش، نپال، پاکستان، افغانستان، ایران و مالدیو انتخاب شدند، با این حال، دو تیم ایران و افغانستان حاضر به حضور در مسابقات نشدند. این مسابقات در کلمبو، سری‌لانکا برگزار شد.

## جدول رده بندی
| رتبه | تیم                 | بازی | برد | مساوی | باخت | گل زده | گل خورده | گل تفاضل | امتیاز | صلاحیت                                 |
| ---- | ------------------- | ---- | --- | ----- | ---- | ------ | -------- | -------- | ------ | -------------------------------------- |
| ۱    | بنگال شرقی          | ۵    | ۵   | ۰     | ۰    | ۲۰     | ۰        | ۲۰+      | ۱۰     | صعود به مرحله گروهی جام باشگاه‌های آسیا |
| ۲    | آباهانی کریرا چاکرا | ۵    | ۴   | ۰     | ۱    | ۱۷     | ۴        | ۱۳+      | ۸      |                                        |
| ۳    | سندرز (H)           | ۵    | ۲   | ۱     | ۲    | ۱۲     | ۸        | ۴+       | ۵      |                                        |
| ۴    | پیا                 | ۵    | ۱   | ۲     | ۲    | ۸      | ۸        | ۰        | ۴      |                                        |
| ۵    | نیو رود تیم         | ۵    | ۱   | ۱     | ۳    | ۸      | ۱۱       | ۳−       | ۳      |                                        |
| ۶    | کلاب والنسیا        | ۵    | ۰   | ۰     | ۵    | ۲      | ۳۶       | ۳۴−      | ۰      |                                        |

نکته:  افغانستان و  ایران تیمی نفرستادند.
| سندرز | ۷–۰ | کلاب والنسیا |
| ----- | --- | ------------ |
|       |     |              |

| بنگال شرقی                             | ۷–۰ | نیو رود تیم |
| -------------------------------------- | --- | ----------- |
| - باتاچاریا - روی - پرادهان (گل‌به‌خودی) |     |             |

| آباهانی کریرا چاکرا           | ۳–۰ | پیا |
| ----------------------------- | --- | --- |
| - اسلم - کمال - چونو (پنالتی) |     |     |

| پیا | ۶–۱ | کلاب والنسیا |
| --- | --- | ------------ |
|     |     |              |

| سندرز | ۲–۱ | نیو رود تیم |
| ----- | --- | ----------- |
|       |     |             |

| بنگال شرقی | ۱–۰ | آباهانی کریرا چاکرا |
| ---------- | --- | ------------------- |
| روی        |     |                     |

| بنگال شرقی        | ۲–۰ | پیا |
| ----------------- | --- | --- |
| - باتاچاریا - روی |     |     |

| نیو رود تیم | ۶–۰ | کلاب والنسیا |
| ----------- | --- | ------------ |
|             |     |              |

| آباهانی کریرا چاکرا   | ۴–۱ | سندرز     |
| --------------------- | --- | --------- |
| - اسلم - بادرا - کمال |     | - پرم لال |

| بنگال شرقی                            | ۹–۰ | کلاب والنسیا |
| ------------------------------------- | --- | ------------ |
| - روی - نصیری - داس - میشرا - چودهوری |     |              |

| آباهانی کریرا چاکرا    | ۲–۱ | نیو رود تیم |
| ---------------------- | --- | ----------- |
| - اسلم (پنالتی) - جانی |     | - شاه       |

| سندرز | ۲–۲ | پیا |
| ----- | --- | --- |
|       |     |     |

| آباهانی کریرا چاکرا    | ۸–۱ | کلاب والنسیا |
| ---------------------- | --- | ------------ |
| - اسلم - توتول - بادرا |     | ?            |

| پیا | ۰–۰ | نیو رود تیم |
| --- | --- | ----------- |
|     |     |             |

| بنگال شرقی | ۱–۰ | سندرز |
| ---------- | --- | ----- |
| نصیری      |     |       |

## قهرمان
| قهرمان جام قهرمانان آسیای مرکزی ۱۹۸۵ |
| ------------------------------------ |
| هند                                  |
| بنگال شرقی                           |